# Motel Transylvania
 (mars 2025).
Si vous disposez d'ouvrages ou d'articles de référence ou si vous connaissez des sites web de qualité traitant du thème abordé ici, merci de compléter l'article en donnant les références utiles à sa vérifiabilité et en les liant à la section « Notes et références ».
Hôtel Transylvanie : Changements monstres
Motel Transylvania est une série télévisée américaine en animation issue de l'univers et franchise Hôtel Transylvanie, elle est diffusée à partir 2025 par Netflix.
Elle a été annoncée le 6 juin 2024 par Variety. Par coïncidence, cette série sortira à l'occasion du 10e anniversaire de Hotel Transylvania 2 (2015).
Il s'agit de la deuxième émission télévisée basée sur la franchise Hotel Transylvania, après Hôtel Transylvanie, la série (2017-2020).

## Synopsis
Mavis, fille du comte Dracula, ouvre un centre de villégiature pour monstres et humains dans le désert californien. Elle décide de s'installer dans cette région avec sa famille et ses amis, quittant la Transylvanie. Cependant, les vampires sont bien plus confrontés à la lumière du soleil qu'auparavant, ce qui présente des défis à surmonter.

## Distribution
Sauf indication contraire ou complémentaire, les informations mentionnées dans cette section peuvent être confirmées par les bases de données Allociné et IMDb.
- Scott Menville : Dracula (...dit Drac)
- Jessica DiCicco : Mavis
- J. G. Quintel : Jonathan
- Logan Grove : Dennis
- Ron Orbach : Frankenstein
- Dee Bradley Baker : Wayne
- Kevin Michael Richardson : Murray
- Billy West : Griffin

## Sortie
La série est initialement annoncée pour sa première sur Netflix en 2025.

### Marketing
Le 6 juin 2024, lors de l’annonce spéciale de la création de la série, il est présenté le premier aperçu de l’Art conceptuel, offrant un aperçu de certains des personnages présentés dans la série (Mavis et Drac). Il a reçu des réponses majoritairement positives de la part des fans intéressés par la série.